# Ostercappeln
Ostercappeln is een gemeente in de Duitse deelstaat Nedersaksen, gelegen in het Landkreis Osnabrück. Het telt 10.251 inwoners. De grootste stad in de directe omgeving,  Osnabrück, ligt circa 14 km ten zuidwesten van het dorp Ostercappeln.

## Indeling van de gemeente; bevolkingscijfers
De gemeente bestaat sedert 1972 uit drie, tot dan toe zelfstandige gemeenten vormende,  Ortschaften; dit zijn, van zuidoost naar noordwest, Ostercappeln, Schwagstorf en Venne. Venne ligt circa 8 km ten noordwesten van Ostercappeln en ruim 4 km ten noordwesten van Schwagstorf.

### Bevolkingscijfers
Bron: www.ostercappeln.de/politik-verwaltung/ostercappeln/zahlen-daten-fakten Webpagina gemeente
Peildatum 1 oktober 2019.
- Ortschaft Venne: Totaal: 3.105
  - Broxten 986
  - Niewedde 400
  - Vorwalde 1.719

- Ortschaft Ostercappeln: Totaal: 4.712
  - Haaren 514
  - Hitz-Jöstinghausen 620
  - Nordhausen 175
  - Ostercappeln-dorp 3.403

- Schwagstorf: 2.186

Gemeentetotaal: 10.003

## Ligging, infrastructuur
De gemeente ligt aan de noordrand van het Wiehengebergte. De grote stad Osnabrück ligt circa 14 km ten zuidwesten van het dorp Ostercappeln.

### Naburige gemeentes
- In het oosten: Bohmte en iets zuidelijker Bad Essen
- In het noorden: Neuenkirchen-Vörden, in de Landkreis Vechta
- In het westen: Bramsche en Belm
- In het zuiden: Bissendorf.

### Infrastructuur
- De gemeente ligt aan het Mittellandkanaal. De dichtstbijzijnde binnenhaven aan dit kanaal bevindt zich bij Bramsche.
- Door de gemeente lopen de Bundesstraße 65, de Bundesstraße 51 en de Bundesstraße 218. Deze kruisen elkaar ten oosten van Ostercappeln. Schwagstorf en Venne liggen aan de B218, die verder noordwestwaarts loopt naar Bramsche. De B65 loopt van Ostercappeln westwaarts naar Osnabrück en oostwaarts naar Minden. De B51 begint te Ostercappeln en loopt noordwaarts o.a. langs het Dümmermeer en Diepholz richting Delmenhorst.
- Door de gemeente loopt de spoorlijn Wanne-Eickel - Hamburg, maar er zijn sinds de jaren 1970 geen stations meer. Er bestaan streekbusverbindingen met Bad Essen en Osnabrück. Er zijn vergevorderde, ook door de regionale politiek gesteunde plannen, om in Vehrte, gemeente Belm en in Ostercappeln nieuwe spoorweghaltes voor reizigersverkeer te bouwen. Vanaf 2025 moeten de stoptreinen Osnabrück- Bremen v.v. beide dorpen weer aandoen.

## Economie

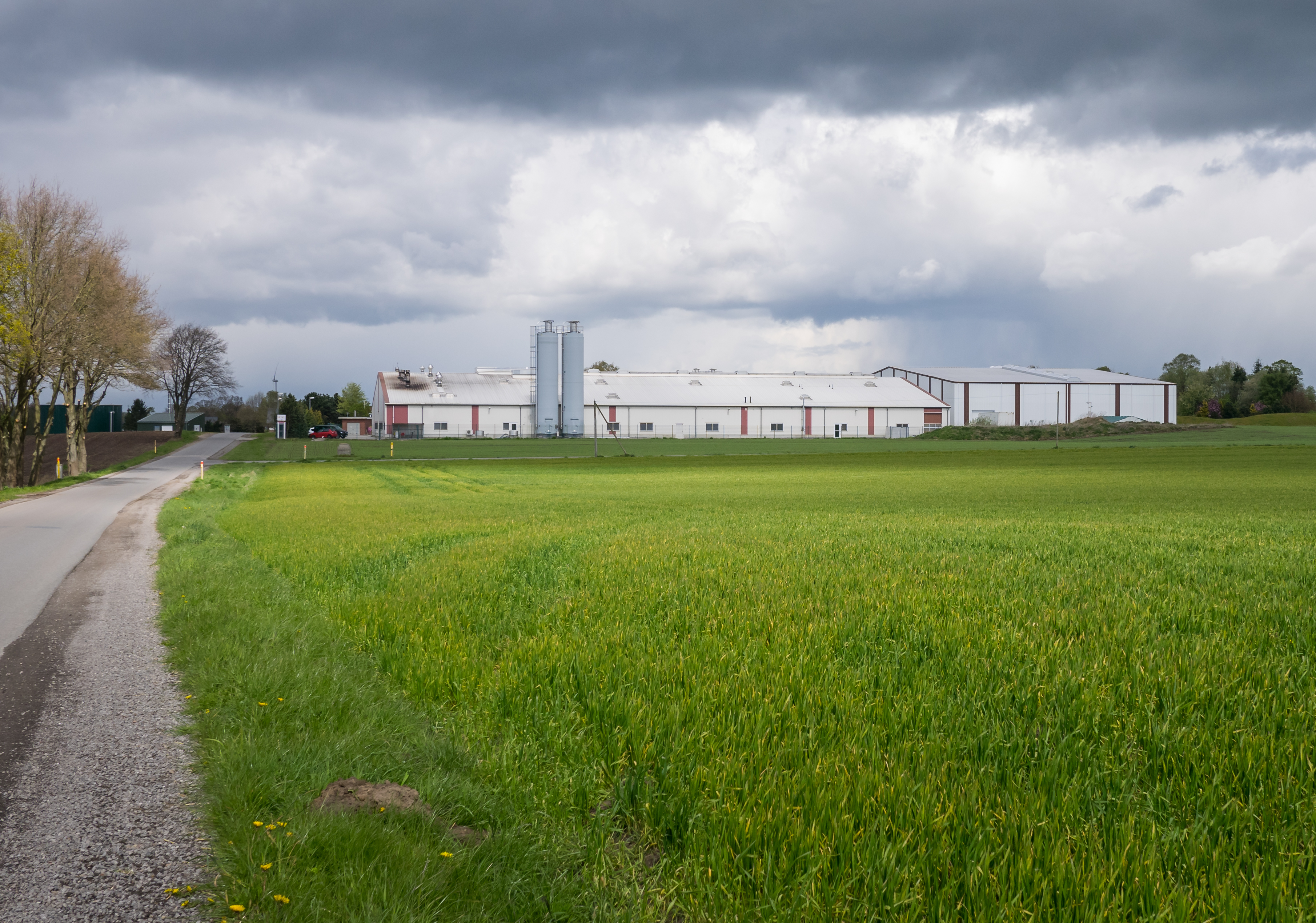
IJswafelfabriek Meyer te Venne

De grootste in de gemeente gevestigde onderneming is de ijswafelfabriek Meyer te Venne, die oubliehoorns produceert. Er werkten in 2022 verscheidene honderden mensen.
Daarnaast is vooral het toerisme van belang. In en om de gemeente liggen enige bezienswaardigheden van betekenis. Ook het natuurschoon in het nabije Teutoburger Woud trekt veel wandel- en fietstoeristen.
In Ostercappeln wonen betrekkelijk veel mensen met een werkkring in de stad Osnabrück (woonforensen).

## Geschiedenis
Blijkens de aanwezigheid in de gemeente van hunebedden, woonden hier in de Jonge Steentijd reeds mensen, dragers van de Trechterbekercultuur ( ca. 3200-2500 v.Chr.). In de IJzertijd bestond nabij Schwagstorf een tamelijk belangrijke nederzetting rondom de ringwal Schnippenburg. Uit archeologische opgravingen ter plaatse bleek, dat de ringwal tussen 278 en 268 v. Chr. door brand verwoest werd. Ten tijde van het Romeinse Rijk vond in het naburige Kalkriese in het jaar 9 de Slag in het Teutoburgerwoud plaats.
Ostercappeln dankt, evenals Westerkappeln, zijn naam aan een ten tijde van Karel de Grote of Lodewijk de Vrome gesticht kerkje in het Bisdom Osnabrück. Het dorp Venne werd in 1074, Schwagstorf in 1090 en Ostercappeln in 1198 voor het eerst in een document vermeld.
Belangrijke historische gebeurtenissen in de gemeente zijn tot aan de Tweede Wereldoorlog niet overgeleverd. Zoals ook elders in de regio, was er in deze gemeente in de 19e eeuw veel armoede, die  leidde tot emigratie van veel inwoners naar de Verenigde Staten. Op 30 april 1945 kwamen bij een geallieerd vergisbombardement 13 uit Servië afkomstige krijgsgevangenen om het leven, die vermoedelijk op een dodenmars van een krijgsgevangenenkamp naar een concentratiekamp onderweg waren. Na de oorlog groeiden de dorpen in de gemeente sterk, met name door de immigratie van uit o.a. Silezië verdreven Duitsers (Heimatvertriebene), en na 1970 door nieuwbouwwijken voor te Osnabrück werkende forensen. In de nacht van 1 op 2 augustus 1982 gebeurde in de gemeente Ostercappeln een ernstig treinongeluk. Een internationale trein met bestemming Kopenhagen kwam in botsing met een de spoorlijn overstekende Britse tank. De twee inzittenden van de tank, die volgens een lokale krant uit Ibbenbüren het voertuig gestolen zouden hebben, kwamen om het leven, de treinbestuurder en 21 treinpassagiers raakten gewond.

## Sport en recreatie
Ostercappeln is gelegen aan de Europese wandelroute E11, die loopt van Den Haag naar het oosten, op dit moment tot de grens Polen/Litouwen. Ter plaatse is de E11 bekend als Wittekindsweg.
Ten oosten van Schwagstorf ligt rondom een 40 hectare groot, door zand- en grindwinning ontstaan meer het uitgestrekte recreatiepark Kronensee (Kraanvogelmeer), met allerlei strandvermaak- en watersportmogelijkheden. Er is een groot vakantiehuisjes- en caravanpark aanwezig.
De gemeente beschikt over een 18-holes-golfbaan.

## Bezienswaardigheden
- Het natuurschoon van het nabije Wiehengebergte; er zijn in de gemeente veel wandel- en fietsmogelijkheden, ook voor meerdaagse tochten
- Wafelfabriek Meyer te Venne beschikte tot en met 2022 over een bijzonder (alleen in de lente en zomer geopend) bedrijfsmuseum met een voor Duitsland unieke collectie wafelijzers[2].
- Archeologisch museum Schnippenberg, Schwagstorf, aan de B 218, niet ver van een thans met bos bedekte locatie, waar Kelten rond 300 v.Chr. nabij Schwagstorf een walburg hadden gebouwd; deze draagt de naam Schnippenburg.
- Enkele kleine streek-, ambachten- en molenmusea, o.a. rondom de watermolens te Venne
- Gereconstrueerd boerenhuis uit de IJzertijd (Eisenzeithaus), museum te Darpvenne
- In Ostercappeln liggen diverse hunebedden, waaronder de Darpvenner Steine I-III en de Driehauser Steine. Deze megalieten behoren tot de Straße der Megalithkultur.
- Slechts 3 km ten noordwesten van Venne ligt Kalkriese met het museum voor de Slag in het Teutoburgerwoud.

## Galerij

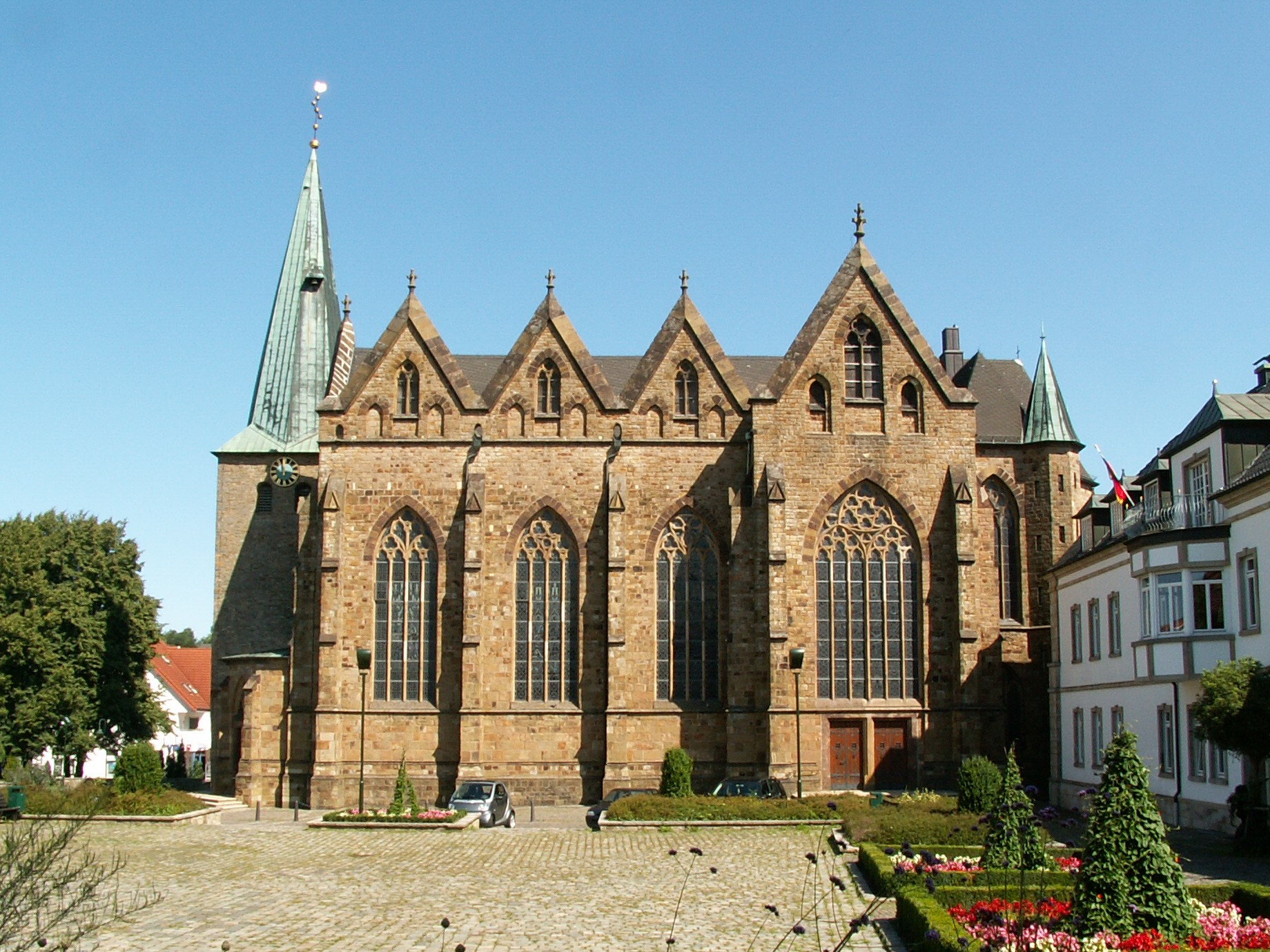
R.K. St.-Lambertuskerk te Ostercappeln (1873)
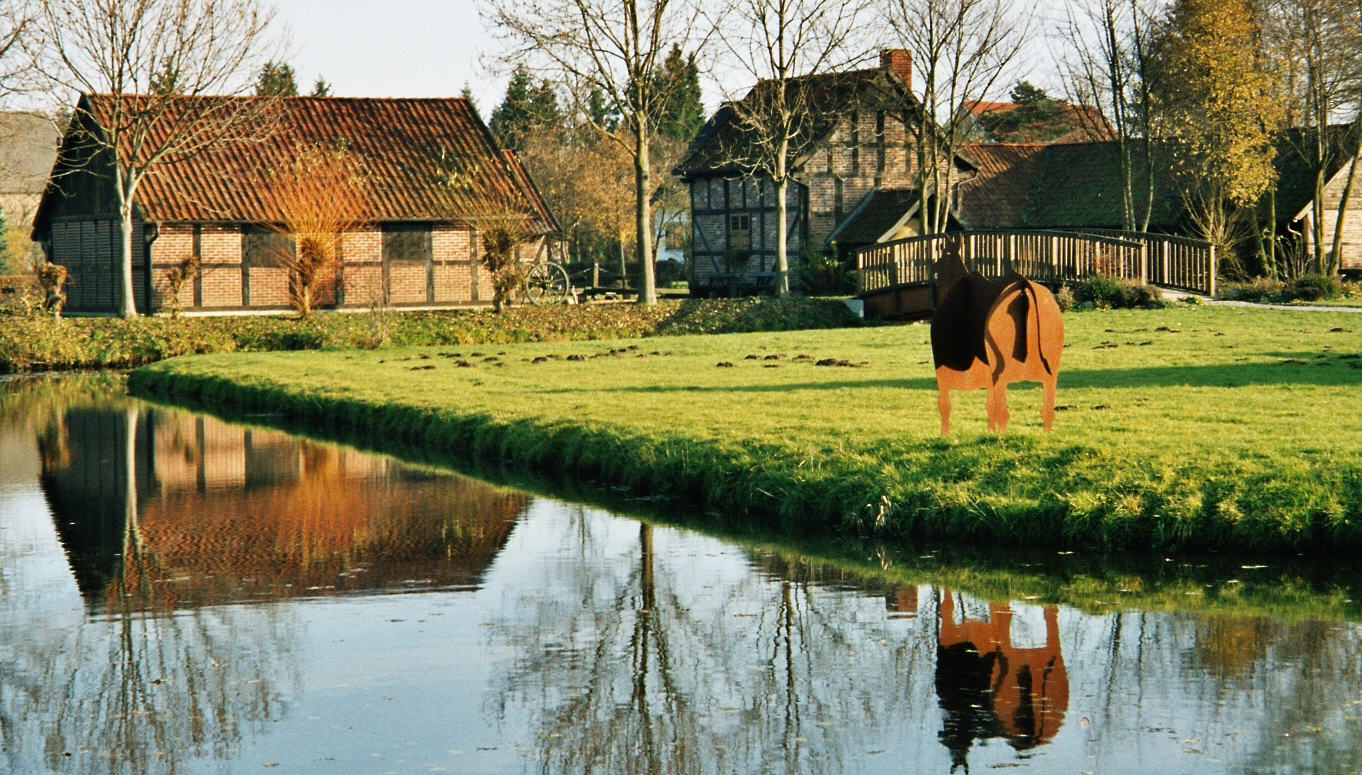
Molens te Venne (1)
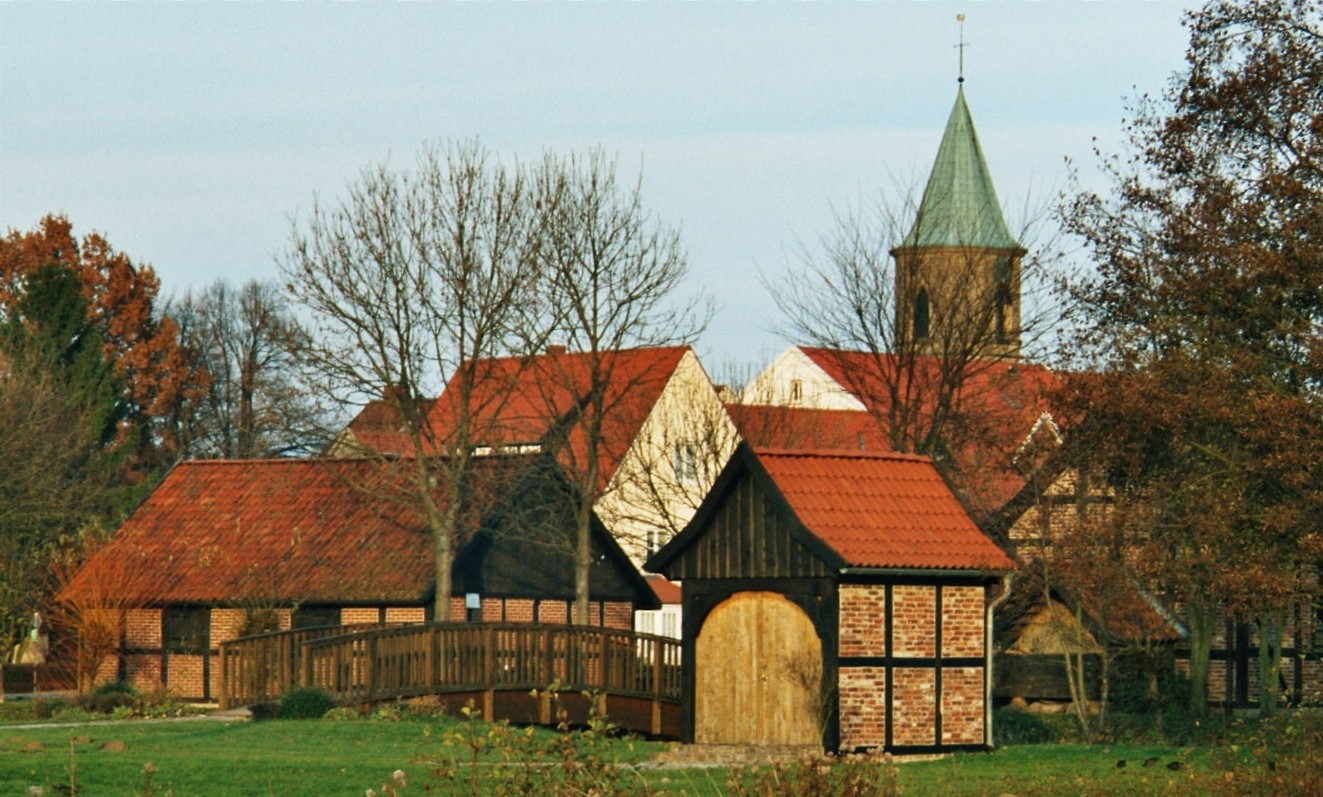
Molens te Venne (2)
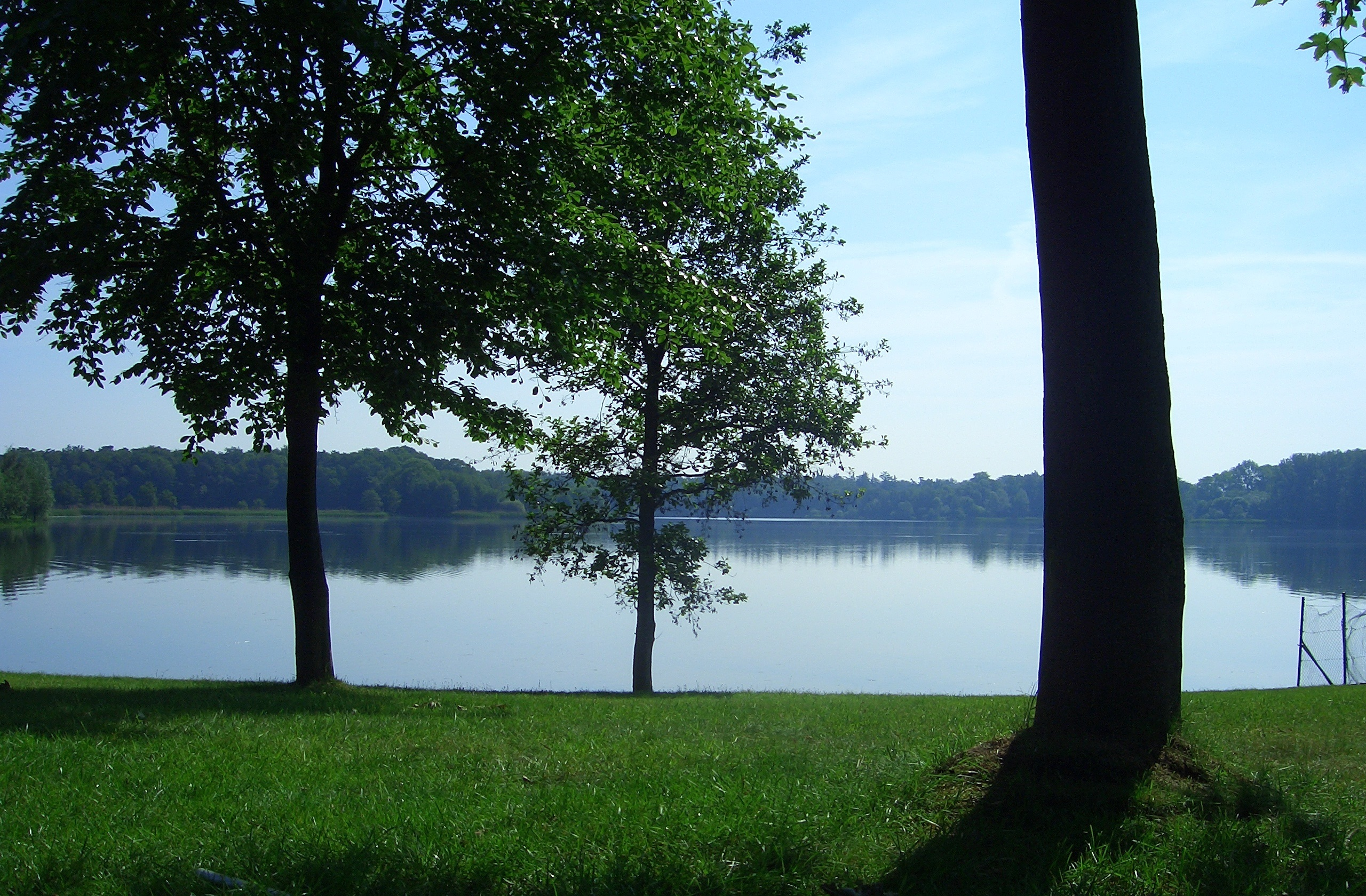
De Kronensee
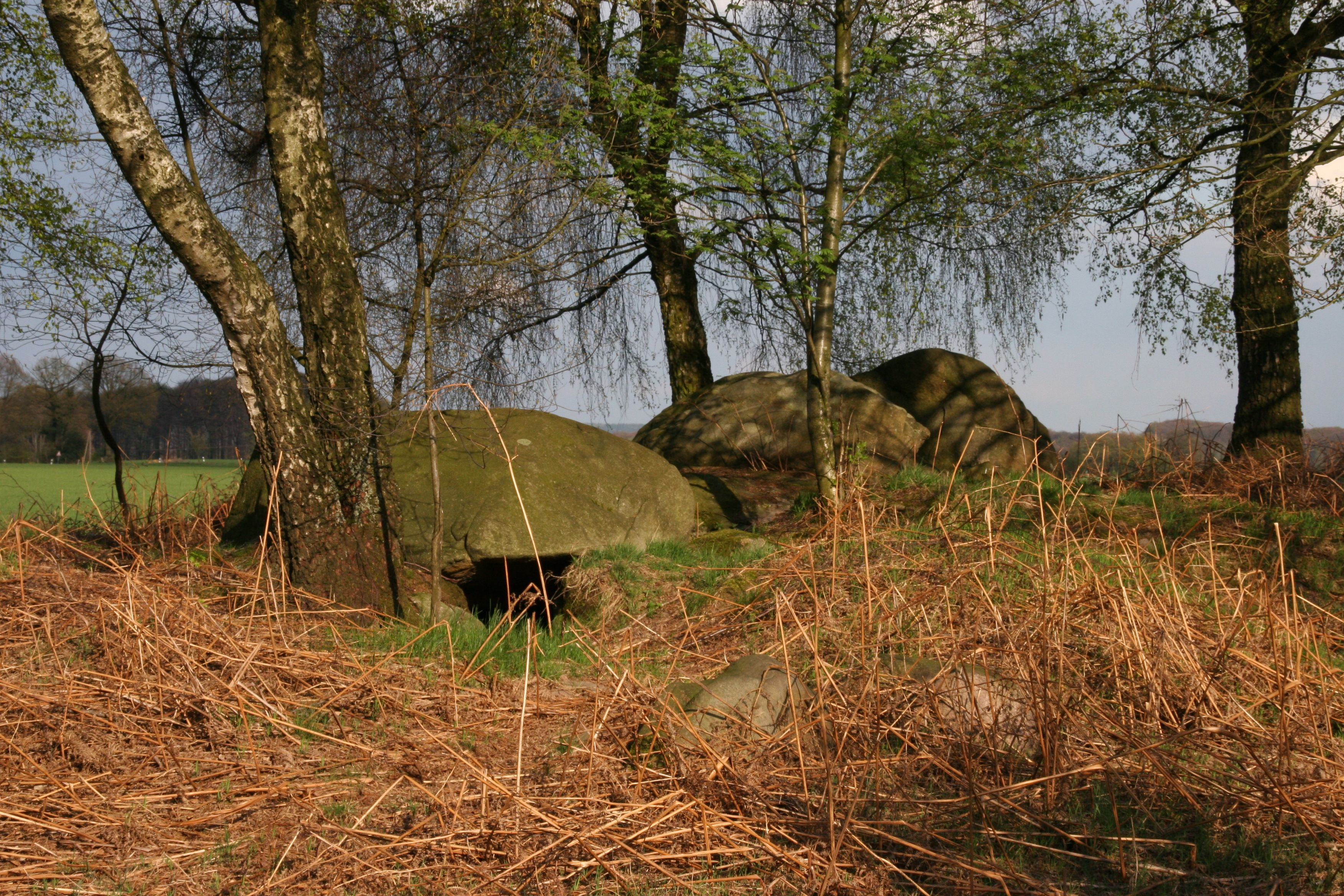
Großsteingrab Haaren 1
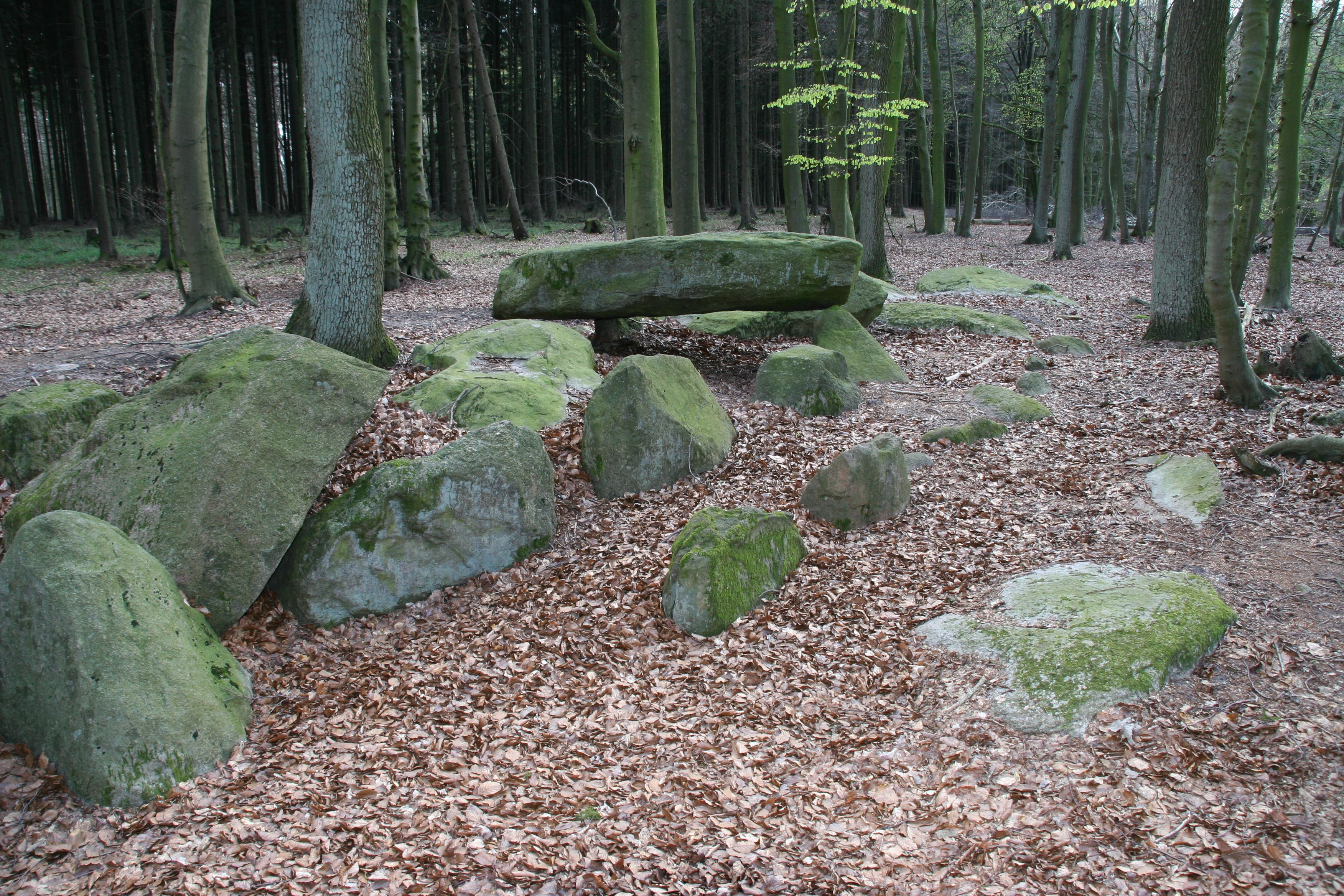
Großsteingrab Haaren 2
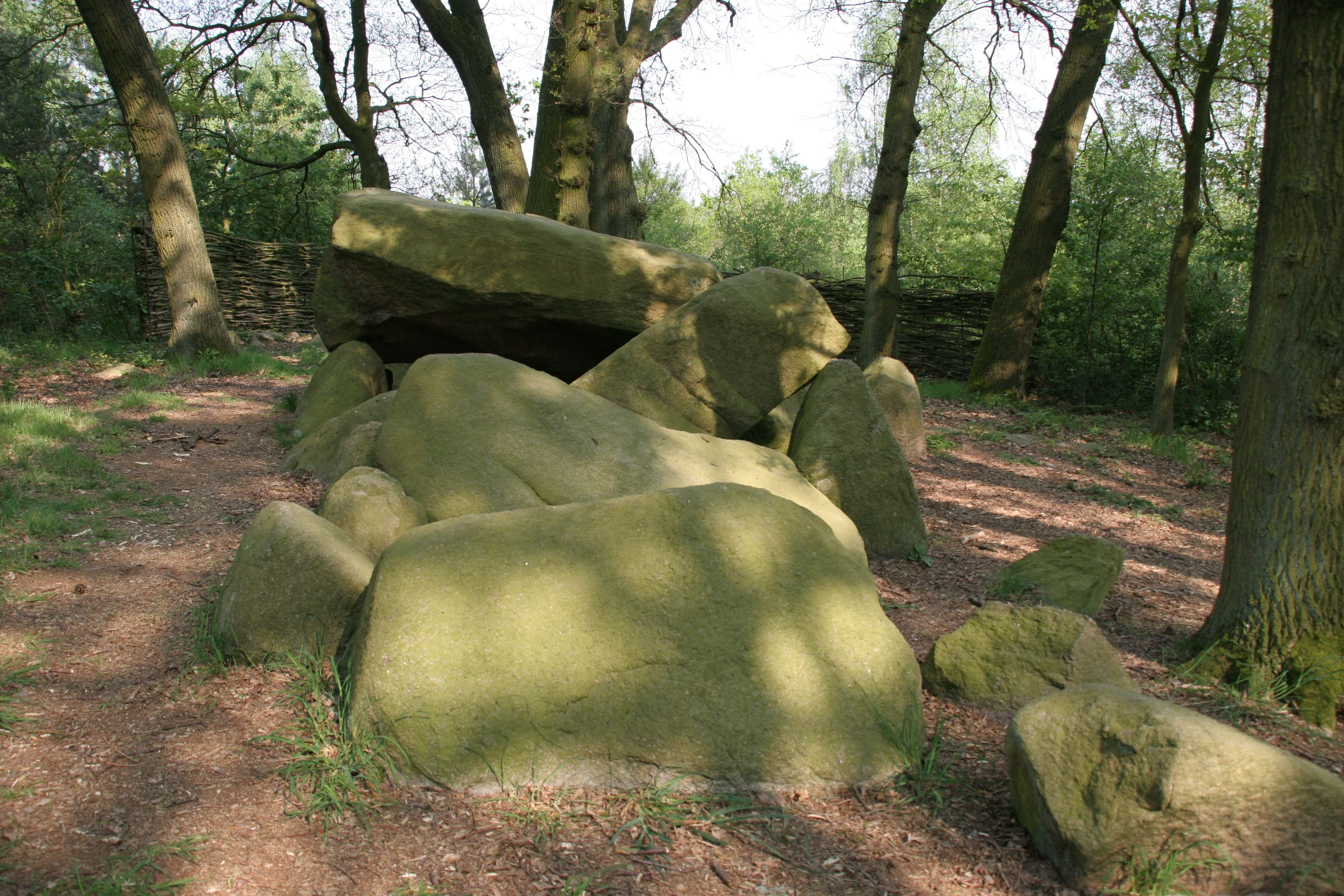
Darpvenne I
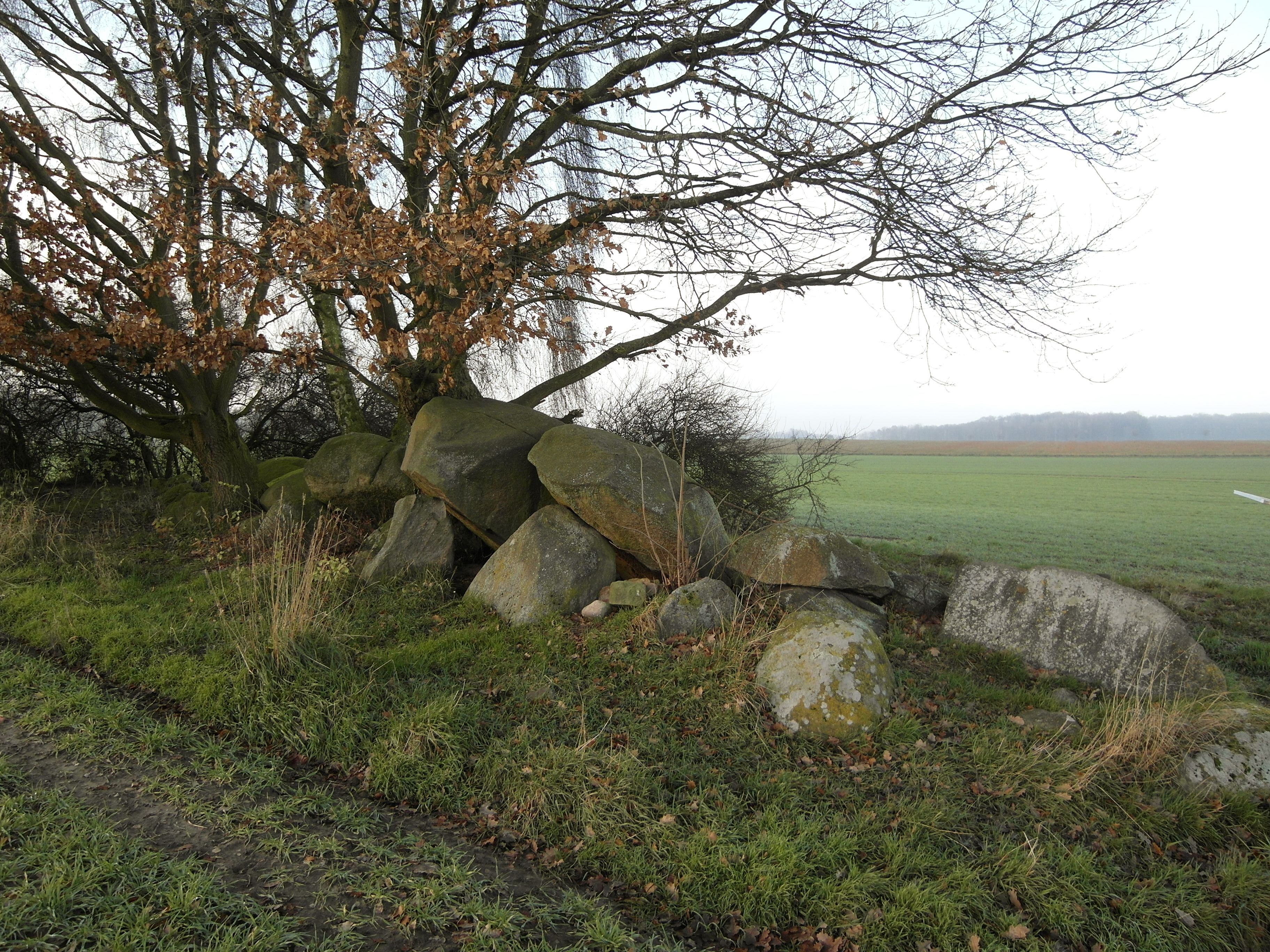
Driehauser Steine
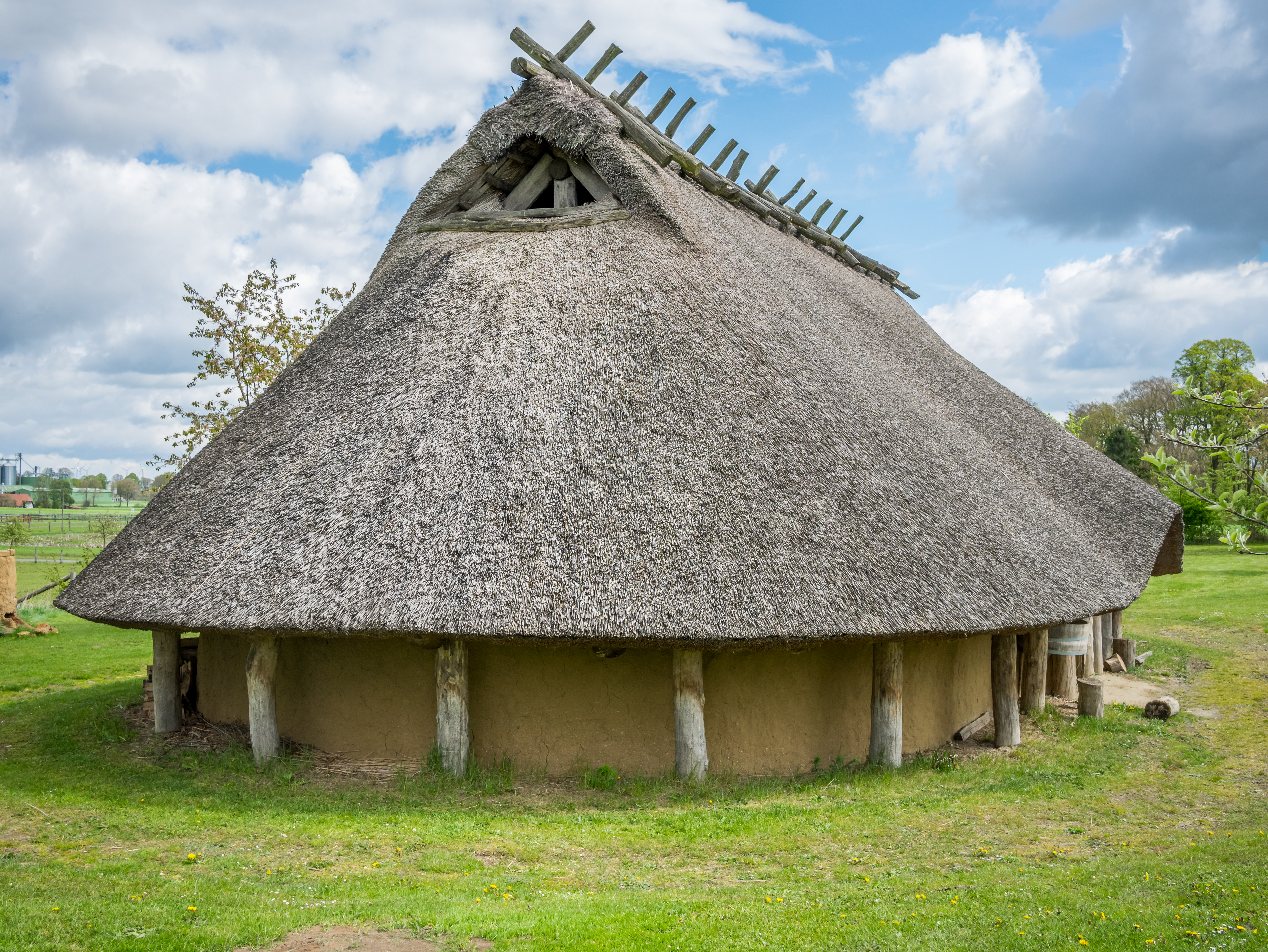
Eisenzeithaus, Darpvenne
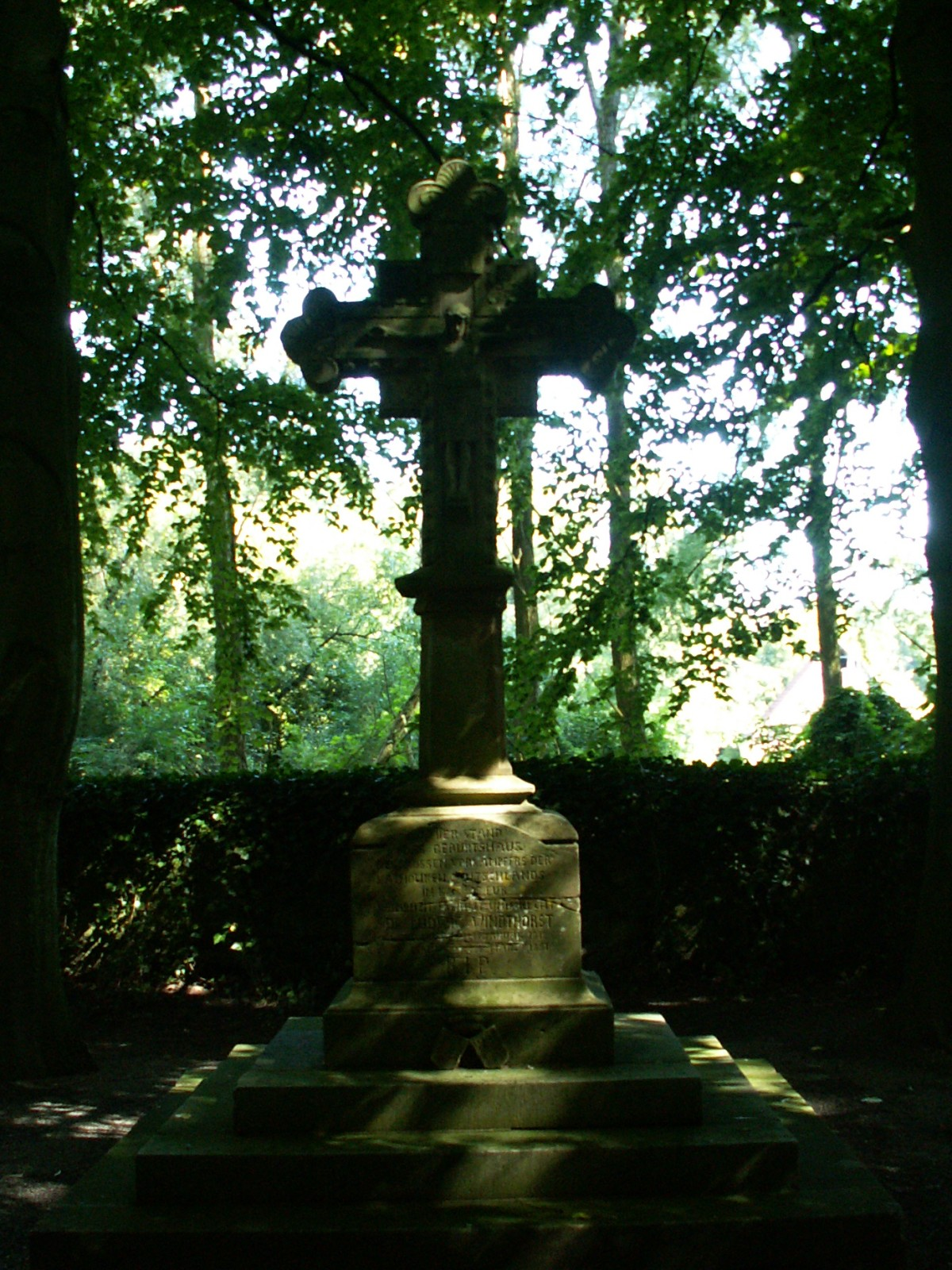
Gedenkkruis voor Ludwig von Windthorst
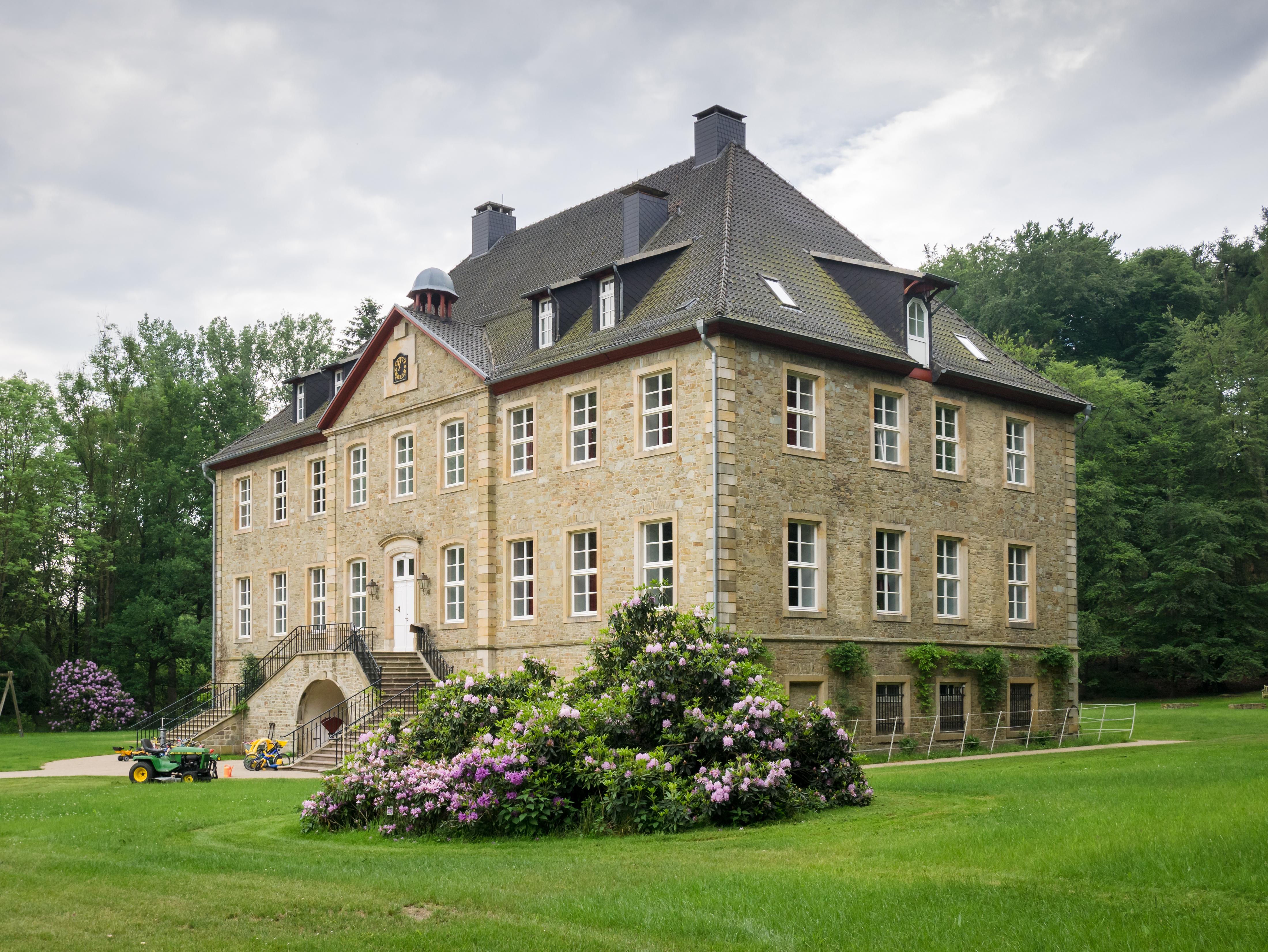
Voormalig kasteel Krebsburg bij Ostercappeln

## Belangrijke personen in relatie tot de gemeente
- Baron Ludwig von Windthorst (17 januari 1812 te  Ostercappeln – 14 maart 1891 te Berlijn): Von Windthorst was een zeer belangrijk katholiek gezind politicus. Hij was o.a. minister van Justitie in het Koninkrijk Hannover, en in dat koninkrijk een gematigd voorstander voor een politieke coalitie met  het eveneens katholieke Oostenrijk-Hongarije. In het Duitse Keizerrijk was hij, o.a. tijdens de Kulturkampf, een fanatiek, uiterst welbespraakt tegenstander van de anti-katholieke kanselier Otto von Bismarck. Hij behoorde tot de oprichters van de Deutsche Zentrumspartei, die mede door zijn invloed de strijd voor emancipatie der rooms-katholieken volhield. Hij sprak zich uit tegen onderdrukking van etnische minderheden en joden in het keizerrijk. Von Windthorst was in de Duitse Rijksdag van 1871 tot aan zijn dood in 1891 de afgevaardigde voor het kiesdistrict Lingen-Meppen-Bentheim. Veel historici beschouwen Von Windthorst als één der geniaalste parlementariërs, die Duitsland ooit gehad heeft. Te Meppen is een standbeeld van hem geplaatst.
- Carl Haupt (* 1810, geboorteplaats onbekend; † 10 februari 1898 in Ostercappeln) was evenals zijn broer (Friedrich) Wilhelm (1802-1862 of 1863) een bekend kerkorgelbouwer. Geruime tijd had hij een werkplaats in Ostercappeln. Van zijn monumentale kerkorgels zijn er twee in Nederland [4] geheel of gedeeltelijk behouden gebleven. Zie onderstaande link.

## Partnergemeentes
Er bestaan jumelages met:
- Bolbec, Normandië, Frankrijk, sedert 1966; gezamenlijk met Bad Essen en Bohmte
- Olsztynek (tot 1945: Hohenstein), Polen, sedert 2017